# 펜스케 미디어 코퍼레이션
펜스케 미디어 코퍼레이션(Penske Media Corporation, PMC, /ˈpɛnski/)은 미국 로스앤젤레스와 뉴욕시에 본사를 둔 대중 매체, 출판, 정보 서비스 기업이다. 《버라이어티》, 《롤링 스톤》, 《우먼스 웨어 데일리》, 《데드라인 할리우드》, 《빌보드》, 《더 할리우드 리포터》, 《보이 지니어스 리포트》, 《롭 리포트》, 《아트포럼》, 《아트뉴스》 등 20개 이상의 디지털 및 인쇄 매체를 발행하고 있다. 창립 이래 펜스케 미디어 코퍼레이션의 회장이자 CEO는 제이 펜스케이다.
미디어 출판물 외에도, 펜스케 미디어 코퍼레이션은 라이프 이즈 뷰티풀 뮤직 & 아트 페스티벌의 소유주이며, 사우스 바이 사우스웨스트(SXSW)의 지분 50%를 보유하고 있다. 또한 골든 글로브 시상식, 아메리칸 뮤직 어워드, 스트리미 어워드, 아카데미 오브 컨트리 뮤직 어워드, 《빌보드》 뮤직 어워드 등을 포함하는 딕 클라크 프로덕션의 소유주이기도 하다.